# Golosalvo
Golosalvo ist ein Ort und eine Gemeinde (municipio) mit 85 Einwohnern (Stand: 2024) im Osten der Provinz Albacete in der Autonomen Region Kastilien-La Mancha im Südosten Spaniens. Sie ist Teil der Comarca La Manchuela. 

## Lage und Klima
Golosalvo liegt etwa 70 Kilometer (Fahrtstrecke) nordöstlich der Provinzhauptstadt Albacete in einer Höhe von ca. 740 m. Das Klima im Winter ist gemäßigt, im Sommer dagegen warm bis heiß; die eher geringen Niederschlagsmengen (349 mm/Jahr) fallen – mit Ausnahme der nahezu regenlosen Sommermonate – verteilt übers ganze Jahr.

## Bevölkerungsentwicklung
| Jahr      | 1970 | 1981 | 1991 | 2001 | 2011 | 2021 |
| Einwohner | 219  | 139  | 137  | 113  | 119  | 99   |

## Sehenswürdigkeiten
- Georgskirche (Iglesia de San Jorge)
- Isidorkapelle

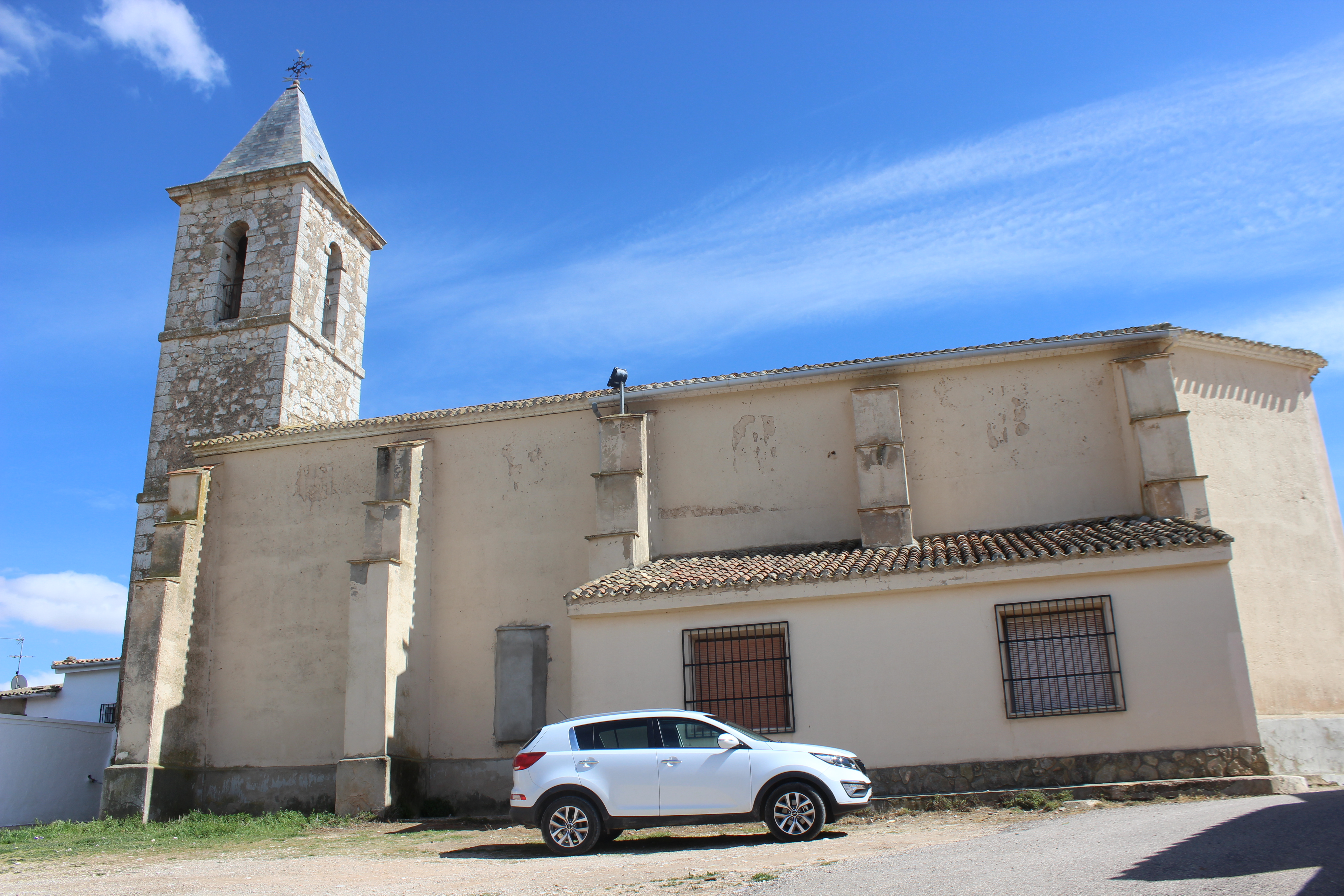
Georgskirche
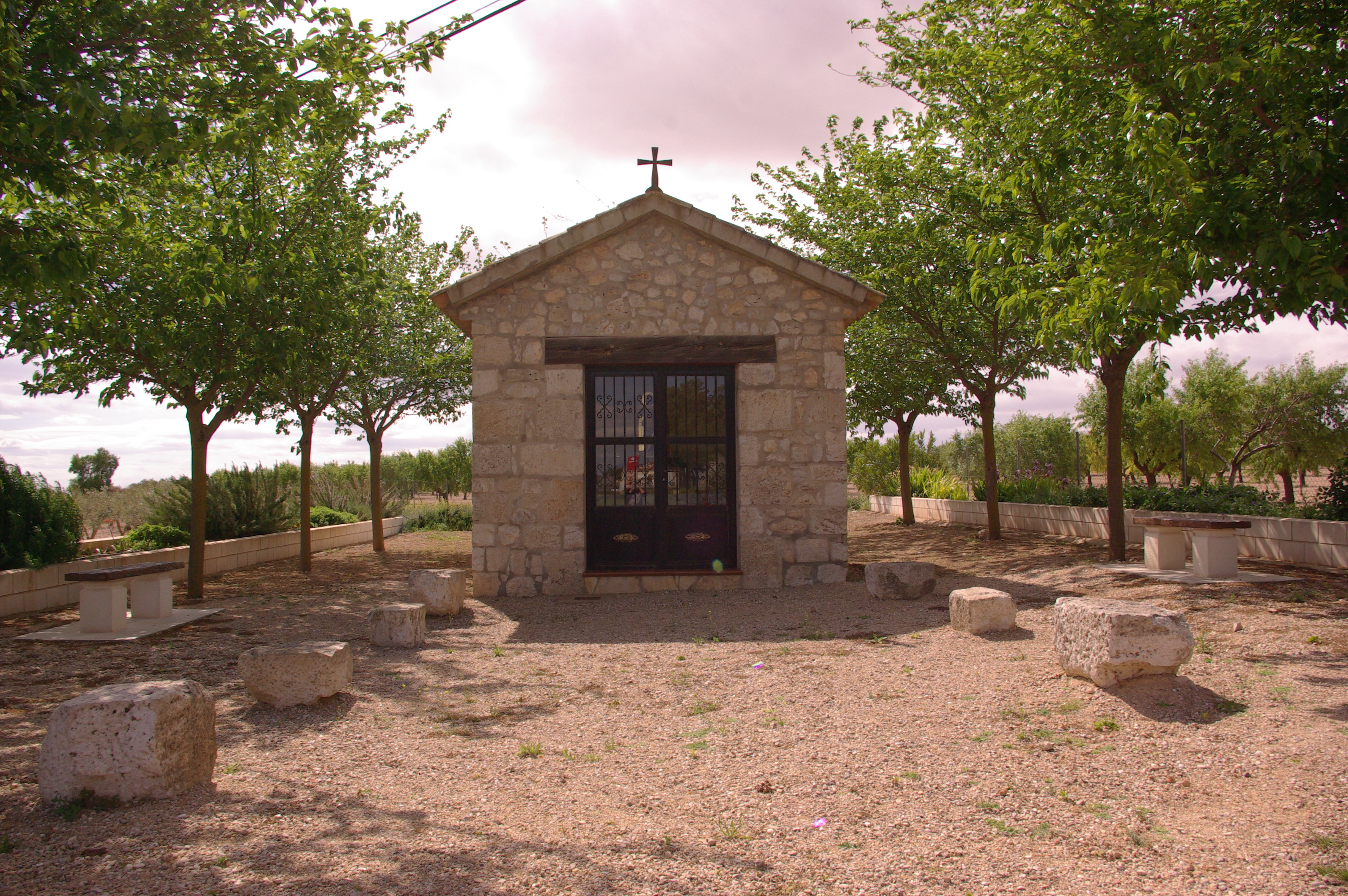
Isidorkapelle
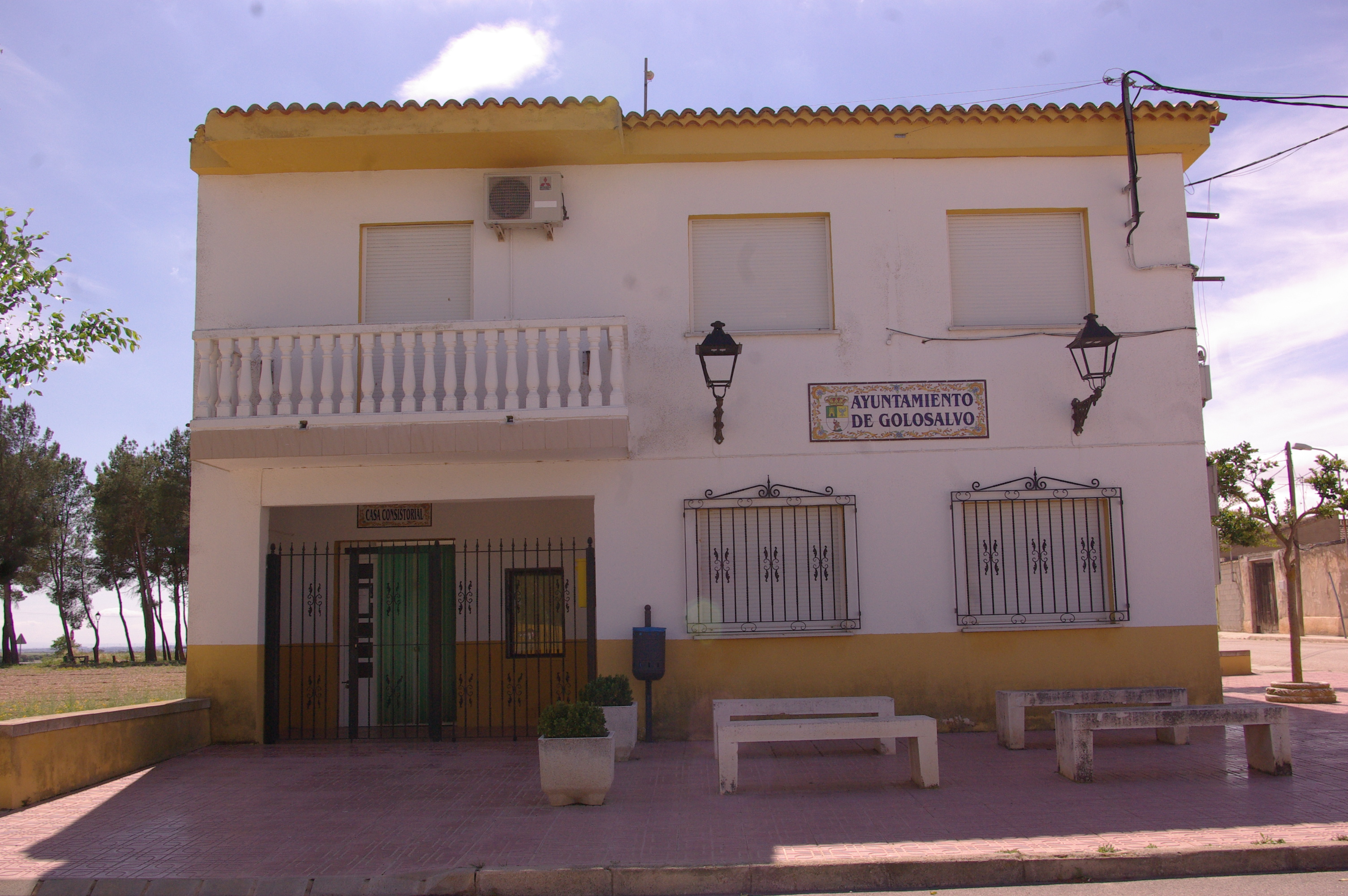
Rathaus